# Nette Framework
Nette Framework je open source framework pro tvorbu webových aplikací v PHP. Zaměřuje se na eliminaci bezpečnostních rizik, podporuje AJAX, DRY, KISS, MVC a znovupoužitelnost kódu. Využívá událostmi řízené programování a z velké části je založen na použití komponent. Autorem Nette Frameworku je David Grudl, který se stará o jeho další rozvoj spolu s dalšími přispěvateli. Nette Framework je svobodný software, nabízený pod licencemi GNU GPL a licencí New BSD. 
Během vývoje se do frameworku přidávaly další užitečné (ale ne nepostradatelné) nástroje, doplňky, komponenty apod. A tím zdrojový kód stále rostl. Navíc když chtěl vývojář použít např. jen formuláře, musel si stáhnout celý framework. Proto se framework ve verzi 2.2 rozdělil do mnoha samostatných repozitářů.

## Požadavky
Nette Framework 3.0 vyžaduje PHP ve verzi 7.1 a vyšší, Nette 3.1 PHP ve verzi 7.2 a vyšší, nejnovější verze Nette 4.0 pak PHP 8.0 a vyšší. Další požadavky je možné otestovat na serveru pomocí oficiálního nástroje Requirements Checker.

## Vlastnosti Nette Framework
- Ladící nástroje
- Aktivní komunita uživatelů v ČR
- Podpora jmenných prostorů v PHP 5.3

## Autoloading

### NetteLoader
V produkčním prostředí stačí načíst jediný soubor.
```
<?php

require_once
 
'Nette/loader.php'
;

```

### RobotLoader
- Využívá cache, je třeba nastavit její cestu
- Inteligentní zneplatnění cache
- V souboru netterobots.txt lze nastavit ignorované adresáře

```
$loader
 
=
 
new
 
RobotLoader
();

$loader
->
addDirectory
(
'libs'
);

$loader
->
register
();

```

## Eliminace a ladění chyb
Nette Framework poskytuje několik velmi silných nástrojů pro odhalování a ošetřování případných chyb.

### Laděnka
Ladící nástroj na odchytávání chyb vzniklých během kompilace programu. Zpřehledňuje klasické chybové hlášky. Umožňuje tak efektivní ladění aplikace. Stačí využít NetteLoader a zapnout debug mód.
```
<?php

require
 
'libs/Nette/loader.php'
;

Debug
::
enable
();

```

### Připojení na FireBug
Komunikací FireBug a Nette\Debug umožňuje zasílat zprávy samostatným kanálem, mimo okno samotného prohlížeče. Informace se tedy neztratí v případné záplavě textů na stránce, ale zobrazí se přehledně v jiném okně. Chyby úrovně E_NOTICE a E_WARNING jsou do FireBug zasílány automaticky. Je nutné mít nainstalovaný FireFox alespoň verze 2. Stáhnout si rozšíření Firebug a FirePHP minimálně verzi 0.2. Nette\Debug komunikuje s FireBug přes hlavičky HTTP. Je tedy nutné volat logovací funkci před tím než začne PHP skript cokoliv vypisovat. Samozřejmě je možné zapnout output buffering a tím výstup oddálit.

### Konzole
Nette Debug console je vyskakovací okénko, do kterého je možné vypisovat proměnné.
```
<?php

$pole
 
=
 
array
(
1
,
2
,
3
,
5
);

Debug
::
consoleDump
(
$pole
);

```

### Logování chyb
V případě produkčního režimu, kdy není vhodné ani žádoucí využívat některou z předchozích metod výpisu chyb nám dává Nette Framework nástroj k zachycení vzniklých chyb do logu. Textového souboru, kde se můžeme přesně dozvědět co se v aplikaci stalo a případné chyby opravit. Logování chyb je třeba zapnout a nastavit cestu k adresáři, do kterého je možné zapisovat.
```
Debug
::
enable
(
Debug
::
DETECT
,
 
'%logDir%/php_error.log'
,
 
'admin@example.com'
);

```

Parametr Debug::DETECT říká, že má Nette samo zjistit zda se server nachází v produkčním nebo vývojovém režimu. Další parametr je cesta k logovacím souborům a poslední je e-mailová adresa, kam se bude zasílat upozornění o vzniku chyby.

### Vývojový nebo produkční režim
Nette rozlišuje 2 režimy, pod kterými běží server. Vývojový režim se snaží nabídnout veškeré informace pro programátora o rychlosti běhu aplikace, o routování a pohodlný výpis vzniklých chyb. Naproti tomu v produkčním režimu Nette veškeré informace skryje a umožňuje logování chyb do souboru mimo oči běžného uživatele.
Framework dokáže sám zjistit v jakém režimu se server nachází. Rozhoduje se na základě IP adresy přidělené serveru. Chybu může způsobit server běžící za proxy serverem, nebo server určený pro lokální potřeby organizace. V tomto případě je nutné nastavit aktuální režim ručně.
```
Debug
::
enable
(
Debug
::
DEVELOPMENT
);

Debug
::
enable
(
Debug
::
PRODUCTION
);

```

## Webové formuláře
Nette dává programátorovi velmi silný nástroj pro tvorbu formulářů. Samotný framework zařídí veškeré ohlídání prvků formuláře. Ohlídá vstupy proti možným útokům.

### Přednosti Nette Framework
- Obsahuje velmi silný validační jazyk
- Automaticky generuje validační JavaScript
- Plná moc nad vzhledem formulářů
- Podpora automatického překladu
- Ošetření proti útokům: XSS, Cross-Site Request Forgery, UTF-8 attack
- Silná ochrana proti SQL injection, v případě používání notORM (Nette database)

```
$form
 
=
 
new
 
Form
();

$form
->
addText
(
'jmeno'
,
'Zadejte jméno'
)

 
->
addRule
(
Form
::
FILLED
,
'Zadejte své jméno'
);

$form
->
addPassword
(
'heslo'
,
'Zadejte své heslo'
)

 
->
addRule
(
Form
::
FILLED
,
'Zadejte heslo'
);

$form
->
addSubmit
(
'prihlasit'
,
'Přihlásit'
);

echo
 
$form
;

```

### Nevýhody Nette Framework
- Nutnost občas ručně promazat cache
- Databázová vrstva se chová výrazně jinak pro tabulky bez primárního klíče

## Routování, Cool URL
Na rozdíl od většiny jiných frameworků je možné nastavit tvar URL jako poslední věc v celé aplikaci. Umožňuje to obousměrné zpracování routů, které slouží jak k parsování tak generování cest. Pěkné URL (Cool URL) je důležité také pro SEO, vyhledávače adresy vyhodnocují a stává se součástí bodování důležitostí webu a ovlivňuje tak pozici ve vyhledávači. Zároveň jsou adresy čitelnější a zapamatovatelnější pro uživatele stránek. Nette odstiňuje použití direktiv mod_rewrite a tak není nutné definovat tvar rout na více místech. Tím se předchází vzniku chyb.

## Podpora
K Nette Frameworku pořádá autor školení, která částečně mohou nahradit chybějící kusy dokumentace. Každý měsíc se také koná neformální setkání příznivců Nette Frameworku, nazývané Poslední sobota pořádané v Praze, Brně i na jiných místech.

### Oficiální stránky frameworku
- Oficiální stránka
- České fórum
- Dokumentace
- API dokumentace
- Doplňky, komponenty
- Poslední sobota

### Články o frameworku
- Zdrojak.cz: Seriál Začínáme s Nette Frameworkem
- Root.cz: Velký test PHP frameworků: Zend, Nette, PHP a RoR
- Czech PHP User Group: Přednáška o frameworku Nette – David Grudl
- PHP triky: Unikátní vlastnosti Nette